# Perilitus pachylobii
Perilitus pachylobii är en stekelart som först beskrevs av Muesebeck 1961.  Perilitus pachylobii ingår i släktet Perilitus och familjen bracksteklar. Inga underarter finns listade i Catalogue of Life.